# Ketchikan
Ketchikan és una població dels Estats Units a l'estat d'Alaska. Segons el cens del 2007 tenia 7.368 habitants.

## Demografia
Segons el cens del 2000, Ketchikan tenia 7.922 habitants, 3.197 habitatges, i 1.956 famílies La densitat de població era de 907,6 habitants/km².
Dels 3.197 habitatges en un 33,9% hi vivien nens de menys de 18 anys, en un 42,6% hi vivien parelles casades, en un 13,9% dones solteres, i en un 38,8% no eren unitats familiars. En el 31,7% dels habitatges hi vivien persones soles el 7,9% de les quals corresponia a persones de 65 anys o més que vivien soles. El nombre mitjà de persones vivint en cada habitatge era de 2,42 i el nombre mitjà de persones que vivien en cada família era de 3,07.
Per edats la població es repartia de la següent manera: un 26,8% tenia menys de 18 anys, un 8,5% entre 18 i 24, un 30,9% entre 25 i 44, un 24,4% de 45 a 60 i un 9,3% 65 anys o més.
L'edat mediana era de 36 anys. Per cada 100 dones hi havia 101,7 homes. Per cada 100 dones de 18 o més anys hi havia 103 homes.
La renda mediana per habitatge era de 45.802 $ i la renda mediana per família de 52.529 $. Els homes tenien una renda mediana de 41.926 $ mentre que les dones 30.411 $. La renda per capita de la població era de 22.484 $. Aproximadament el 4,9% de les famílies i el 7,6% de la població estaven per davall del llindar de pobresa.

## Poblacions més properes
El següent diagrama mostra les poblacions més properes.